# Isopterygium asymmetricum
Isopterygium asymmetricum är en bladmossart som beskrevs av Jules Cardot 1909. Isopterygium asymmetricum ingår i släktet Isopterygium och familjen Hypnaceae. Inga underarter finns listade i Catalogue of Life.